# Lupinus guadalupensis
Lupinus guadalupensis är en ärtväxtart som beskrevs av Charles Piper Smith. Lupinus guadalupensis ingår i släktet lupiner, och familjen ärtväxter. Inga underarter finns listade i Catalogue of Life.

## Bildgalleri

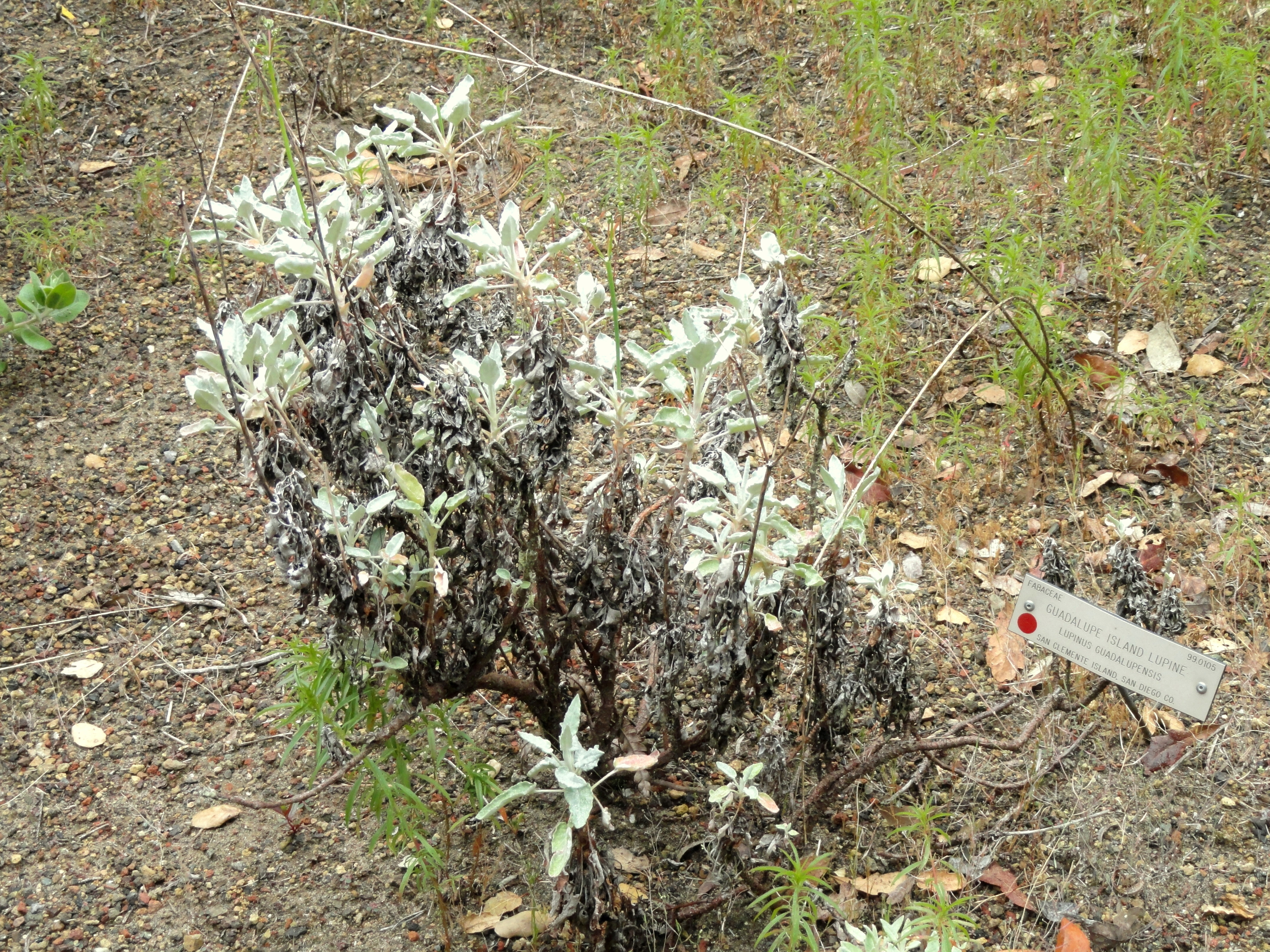